# Leon Benko
Pour les articles homonymes, voir Benko.
Leon Benko est un footballeur international croate né le 11 novembre 1983 à Varaždin. Il évolue actuellement au poste d'attaquant au NK Varaždin. 
Il fait ses débuts avec l'équipe de Croatie le 29 janvier 2006 lors de la Coupe Carlsberg face à la Corée du Sud.

## Palmarès
FC Nuremberg
- Vainqueur de la Coupe d'Allemagne en 2007.

 Standard de Liège
- Champion de Belgique en 2009.

 HNK Rijeka
- Vainqueur de la Coupe de Croatie en 2014.

 FK Sarajevo
- Champion de Bosnie-Herzégovine en 2015.

 Olimpija Ljubljana
- Champion de Slovénie en 2018.
- Vainqueur de la Coupe de Slovénie en 2018.